# 3불합의
3불합의는 중화인민공화국과 사드 배치 문제로 2017년 11월에 문재인 대통령의 방중기간 중 합의한 불평등한 합의이다.

## 합의 내용
1. 중화인민공화국의 허락 없이 미국MD체제 가입불가
2. 중화인민공화국의 허락 없이 사드추가배치 불가
3. 중화인민공화국의 허락 없이 한미일 군사동맹 불가